# Bässholmen (vid Emaslö, Borgå)
Bässholmen är en ö i Finland. Den ligger i Finska viken och i kommunen Borgå i den ekonomiska regionen  Borgå i landskapet Nyland, i den södra delen av landet. Ön ligger omkring 35 kilometer öster om Helsingfors.
Öns area är 6 hektar och dess största längd är 430 meter i nord-sydlig riktning. Ön höjer sig omkring 20 meter över havsytan. I omgivningarna runt Bässholmen växer i huvudsak blandskog.